# Louba Guertchikoff
Louba Guertchikoff est une actrice française, née Louba Louise Pinon le 7 octobre 1919 dans le 6e arrondissement de Paris et morte le 10 avril 1999 à Antony (Hauts-de-Seine).

## Biographie
Fille de Marcel Pinon (1882-1939) et d'Olga Guertchikoff (1882-1948) originaire de Gorvel (Russie), mariés à Kiev, tous deux docteurs en médecine. Second rôle récurrent du cinéma français, elle est apparue dans de nombreux films. Elle est la mère de l'actrice Marie-Anne Chazel.

## Filmographie
- 1973 : 1789 d'Ariane Mnouchkine
- 1975 : Le Corps de mon ennemi de Henri Verneuil : Jeanne, la bonne de Gilberte
- 1976 : L'Affiche rouge de Frank Cassenti : La mère de Celestino Alfonso
- 1976 : Le Locataire de Roman Polanski
- 1978 : La Chanson de Roland de Frank Cassenti : Une pèlerine
- 1978 : Confidences pour confidences de Pascal Thomas : Mme Roussel, la grand-mère
- 1978 : Les héros n'ont pas froid aux oreilles de Charles Nemès : la mamie abandonnée à la station-service
- 1978 : Molière d'Ariane Mnouchkine : Marie Hervé, veuve Béjart
- 1980 : Chanel solitaire de George Kaczender : femme no 3
- 1981 : Il faut tuer Birgit Haas de Laurent Heynemann : la mère de Bauman
- 1981 : L'Ombre rouge de Jean-Louis Comolli
- 1982 : L'Apprentissage de la ville, téléfilm de Caroline Huppert : Mme Suzanne
- 1983 : Stella de Laurent Heynemann : Madame de la Hasse
- 1982 : Les Jeunes Mariés de Bernard Stora : la mère de Viviane
- 1984 : Marche à l'ombre de Michel Blanc : La Folle Hôpital
- 1984 : Souvenirs secrets (Leave All Fair) de John Reid : Lisa
- 1986 : Association de malfaiteurs de Claude Zidi : La vieille dame
- 1986 : Club de rencontres de Michel Lang : Rachel Blumenstrauss
- 1986 : Cross de Philippe Setbon : Diane Darney
- 1986 : Twist again à Moscou de Jean-Marie Poiré : Nina
- 1986 : Lévy et Goliath de Gérard Oury : Mme Lévy
- 1989 : À corps et à cris de Josée Dayan : Mère Thérèse
- 1990-1996 Imogène
- 1987 : Bernadette de Jean Delannoy : La servante du curé
- 1987 : Les Keufs de Josiane Balasko : La concierge
- 1988 : La Vie et rien d'autre de Bertrand Tavernier : La femme aux yeux bleus
- 1988 : Paris by Night de David Hare : Madame Zinyafski
- 1989 : La Femme de Rose Hill de Alain Tanner : la mère de Marcel
- 1990 : On peut toujours rêver de Pierre Richard : vendeuse de parfums
- 1990 : Les Secrets professionnels du Dr Apfelglück d'Alessandro Capone, Stéphane Clavier, Mathias Ledoux, Thierry Lhermitte et Hervé Palud : Anne Métayer, âgée
- 1990 : Ripoux contre ripoux de Claude Zidi : Madame Brisson
- 1990 : La Montre, la Croix et la Manière (The Favour, the Watch and the Very Big Fish) de Ben Lewin
- 1992 : Roulez jeunesse ! de Jacques Fansten : Jeanne
- 1992 : Vacances au purgatoire : Angèle
- 1993 : Un Indien dans la ville de Hervé Palud : Madame Godette
- 1993 : Grosse Fatigue de Michel Blanc : Madame Baudet
- 1993 : La Vengeance d'une blonde de Jeannot Szwarc : la dame
- 1994 : Se pendre à son cou de Jean-Luc Gaget - court métrage -
- 1995 : Fantôme avec chauffeur de Gérard Oury : La mère de Georges
- 1996 : Les Sœurs Soleil de Jeannot Szwarc : Linette
- 1996 : Hercule et Sherlock de Jeannot Szwarc : la maman de M. Bouchard
- 1997 : Les Couloirs du temps : Les Visiteurs 2 de Jean-Marie Poiré : la maman d'Odette
- 1998 : Paparazzi : Mme Dumez

## Théâtre
- 1967 : Les Soldats de Jakob Michael Reinhold Lenz, mise en scène Patrice Chéreau, Théâtre de Sartrouville, Théâtre de Chaillot
- 1967 : Le Voleur de femmes de Guan Hanqing, mise en scène Patrice Chéreau, Théâtre de Sartrouville
- 1968 : Les Soldats de Jakob Michael Reinhold Lenz, mise en scène Patrice Chéreau, Théâtre de Chaillot
- 1984 : L'Ouest, le vrai de Sam Shepard, mise en scène Jean-Michel Ribes et Luc Béraud, Théâtre de l'Athénée,
- 1985 : L'Ouest, le vrai de Sam Shepard, mise en scène Jean-Michel Ribes et Luc Béraud, Théâtre de la Madeleine